# Chimarra ruficeps
Chimarra ruficeps là một loài Trichoptera trong họ Philopotamidae. Chúng phân bố ở vùng nhiệt đới châu Phi.